# Либидо
Либи́до (лат. lĭbīdo — похоть, желание, страсть, стремление) — одно из основных понятий психоанализа, разработанных Зигмундом Фрейдом для описания разнообразных проявлений сексуальности. Оно обозначает некую специфическую энергию, лежащую в основе полового влечения.
Фрейд приравнивал либидо к эросу Платона и определял его как энергию влечения — основу половой любви, а также любой другой любви (например, любви к родителям и детям). По Фрейду, в узком смысле, либидо означает психическую энергию, которая может быть разряжена только путем сексуального удовлетворения, а в более широком смысле либидо — это энергия инстинктов жизни, любая психическая энергия, лежащая в основе стремления к созиданию, любви и гармонии.
Термин «либидо» использовался Фрейдом при объяснении причин возникновения психических расстройств, невроза, а также для описания хода психического развития человека. В преобразовании либидо (т. н. сублимации) Фрейд видел источники творческой энергии.
В современной сексологии термин либидо используется, как правило, в значении «половое влечение».
Слово lĭbīdo встречается в труде «О граде Божьем» (14:16) богослова Августина; в переводе Киевской духовной академии термин был трактован как «срамная похоть плоти».[значимость факта?]

## Либидо в теории Фрейда
Фрейд обозначал термином либидо психическую основу сексуальности, которую он понимал как особый вид энергии, которая вызывает сексуальное влечение и определяет силу и направленность сексуального желания.
Разрабатывая теорию либидо, Фрейд обращал внимание в первую очередь на бессознательные влечения; источником либидо он видел Ид (бессознательное).
Психосексуальное развитие человека, по Фрейду, обусловлено смещением области концентрации энергии либидо по телу в процессе взросления, в котором выделяются следующие стадии:
- оральная стадия (от рождения до 1,5 лет) — удовольствие от сосания материнской груди;
- анальная стадия (от 1,5 года до 3 лет) — связана с приятными ощущениями, получаемыми ребёнком при экскреторной деятельности толстой кишки и мочевого пузыря;
- фаллическая стадия (от 3 до 6 лет) — сексуальное исследование, формирование Эдипова комплекса у мальчиков и комплекса Электры у девочек;
- латентная стадия (от 6 до 12 лет);
- генитальная стадия (от 12 лет).

Нарушения развития либидо, по Фрейду, приводят к психическим расстройствам. При наличии препятствия к проявлению, местонахождение области концентрации энергии либидо в теле может возвращаться к предыдущим этапам, приводя таким образом к патологической регрессии развития. Энергия либидо может отклоняться от первоначальных целей, и сам характер энергии может преобразовываться — например в творческую энергию (сублимация).
Фрейд приравнивал либидо к эросу Платона и считал его основой всех форм любви (включая не только половую любовь, но и любовь к родителям и детям, нарциссизм, человеколюбие в целом и т. д.) и любого поведения, которое ведёт к получению удовольствия.
В более поздних работах Фрейд расширяет понятие либидо и видит в нём не только сексуальную, но и в целом жизненную энергию, энергию инстинкта жизни.

## Либидо в теории Юнга
Карл Густав Юнг понимает под либидо в целом психическую энергию, или, что то же самое, интенсивность психического процесса, а сексуальность — лишь как одно из множества возможных проявлений этой энергии, но не как специфическую её разновидность. В отличие от Фрейда, Юнг рассматривает сходство этой силы с восточной концепцией энергии Ци или Прана, а также прослеживает корни этого современного понятия в анимистических представлениях примитивных народов, которые он считал несомненным свидетельством того, что человек всегда испытывал потребность найти конкретную форму для сознаваемого им динамизма психических событий.